# イスモイル・ソモニ峰
イスモイル・ソモニ峰（-ほう、英語：Ismoil Somoni Peak、タジク語: Қуллаи Исмоили Сомонӣ, Qullai Ismoili Somonī, 露: пик имени Исмаила Самани)は、タジキスタンにある山である。標高は7,495m。

## 概要
タジキスタンの最高峰。ソビエト連邦が形成されていた時代は連邦の最高峰でもあった。
このため、1933年にスターリン峰と名づけられ、スターリンが死去し影響力が薄れると1962年にはコミュニズム峰と改められた。現在の名称になったのは1998年である。現在の名前は、サーマーン朝のイスマーイール・サーマーニーにちなむ。この山には氷河がある。
かつては「ガルモ山」と同一視されていたが、現在では別の山として扱われている。

## 初登頂
- 1933年 - ソ連の登山家のYevgeniy Abalakovが初登頂した。
- 1976年 - 原真を総隊長とする日本山岳会隊の池沼慧、白簱史朗ら10人が登頂した[2]。日本人としては初めて。